# Nogent-le-Sec
Pour les articles homonymes, voir Nogent.
Nogent-le-Sec est une commune française située dans le département de l'Eure, en région Normandie.

## Géographie
- 1Carte dynamique
- 2Carte OpenStreetMap
- 3Carte topographique
- 4Carte avec les communes environnantes

### Localisation
|                                 | Le Val-Doré (comm. dél. du Mesnil-Hardray et d'Orvaux) | La Croisille Glisolles                                                                   |
| Nagel-Séez-Mesnil               | Nogent-le-Sec                                          | Sylvains-lès-Moulins (comm. dél. de Villalet) Mesnils-sur-Iton (comm. dél. de Manthelon) |
| Chambois (comm. dél. du Chesne) | Marbois (comm. dél. des Essarts)                       | Mesnils-sur-Iton (comm. dél. de Manthelon)                                               |

### Hydrographie
La commune est située dans le bassin Seine-Normandie. Elle n'est drainée par aucun cours d'eau,.

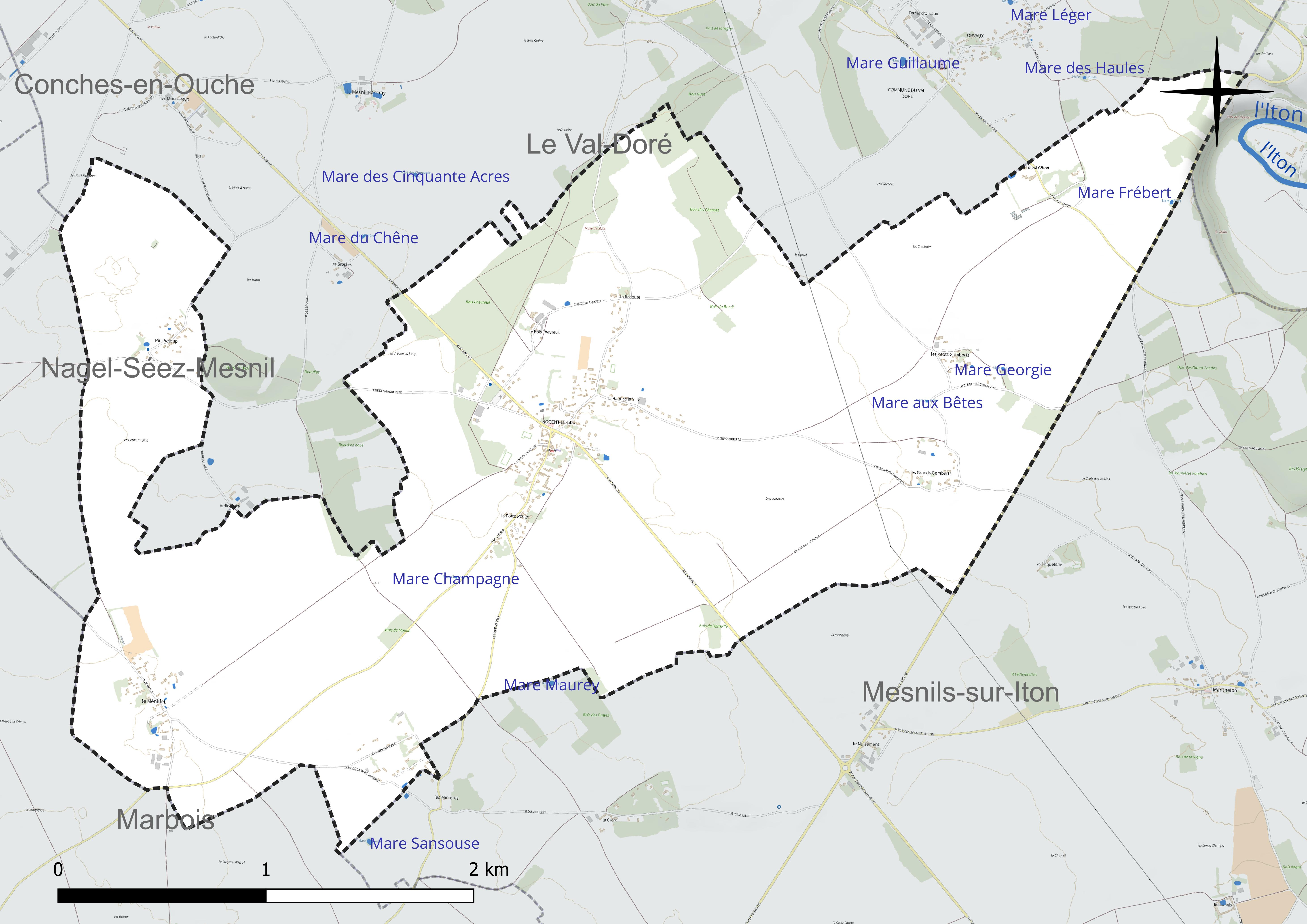
Réseau hydrographique de Nogent-le-Sec.

Quatre plans d'eau complètent le réseau hydrographique : la mare aux Bêtes (0 ha), la mare Champagne (0 ha), la mare Frébert (0 ha) et la mare Georgie (0 ha),.

### Climat
Pour des articles plus généraux, voir Climat de la Normandie et Climat de l'Eure.
En 2010, le climat de la commune est de type climat océanique dégradé des plaines du Centre et du Nord, selon une étude du CNRS s'appuyant sur une série de données couvrant la période 1971-2000. En 2020, Météo-France publie une typologie des climats de la France métropolitaine dans laquelle la commune est exposée à un climat océanique et est dans une zone de transition entre les régions climatiques « Sud-ouest du bassin Parisien » et « Côtes de la Manche orientale ». Parallèlement le GIEC normand, un groupe régional d’experts sur le climat, différencie quant à lui, dans une étude de 2020, trois grands types de climats pour la région Normandie, nuancés à une échelle plus fine par les facteurs géographiques locaux. La commune est, selon ce zonage, exposée à un « climat des plateaux abrités », correspondant aux plaines agricoles de l’Eure, avec une pluviométrie beaucoup plus faible que dans la plaine de Caen en raison du double effet d’abri provoqué par les collines du Bocage normand et par celles qui s’étendent sur un axe du Pays d'Auge au Perche.
Pour la période 1971-2000, la température annuelle moyenne est de 10,3 °C, avec  une amplitude thermique annuelle de 14,3 °C. Le cumul annuel moyen de précipitations est de 675 mm, avec 11 jours de précipitations en janvier et 8,2 jours en juillet. Pour la période 1991-2020, la température moyenne annuelle observée sur la station météorologique la plus proche, située sur la commune de Breteuil à 11 km à vol d'oiseau, est de 11,1 °C et le cumul annuel moyen de précipitations est de 698,2 mm,. Pour l'avenir, les paramètres climatiques de la commune estimés pour 2050 selon différents scénarios d’émission de gaz à effet de serre sont consultables sur un site dédié publié par Météo-France en novembre 2022.

## Urbanisme

### Typologie
Au 1er janvier 2024, Nogent-le-Sec est catégorisée commune rurale à habitat dispersé, selon la nouvelle grille communale de densité à 7 niveaux définie par l'Insee en 2022.
Elle est située hors unité urbaine. Par ailleurs la commune fait partie de l'aire d'attraction d'Évreux, dont elle est une commune de la couronne,. Cette aire, qui regroupe 108 communes, est catégorisée dans les aires de 50 000 à moins de 200 000 habitants,.

### Occupation des sols
L'occupation des sols de la commune, telle qu'elle ressort de la base de données européenne d’occupation biophysique des sols Corine Land Cover (CLC), est marquée par l'importance des territoires agricoles (90,5 % en 2018), une proportion sensiblement équivalente à celle de 1990 (91,1 %). La répartition détaillée en 2018 est la suivante : 
terres arables (87,6 %), forêts (6,2 %), zones urbanisées (3,3 %), zones agricoles hétérogènes (2,9 %). L'évolution de l’occupation des sols de la commune et de ses infrastructures peut être observée sur les différentes représentations cartographiques du territoire : la carte de Cassini (XVIIIe siècle), la carte d'état-major (1820-1866) et les cartes ou photos aériennes de l'IGN pour la période actuelle (1950 à aujourd'hui).

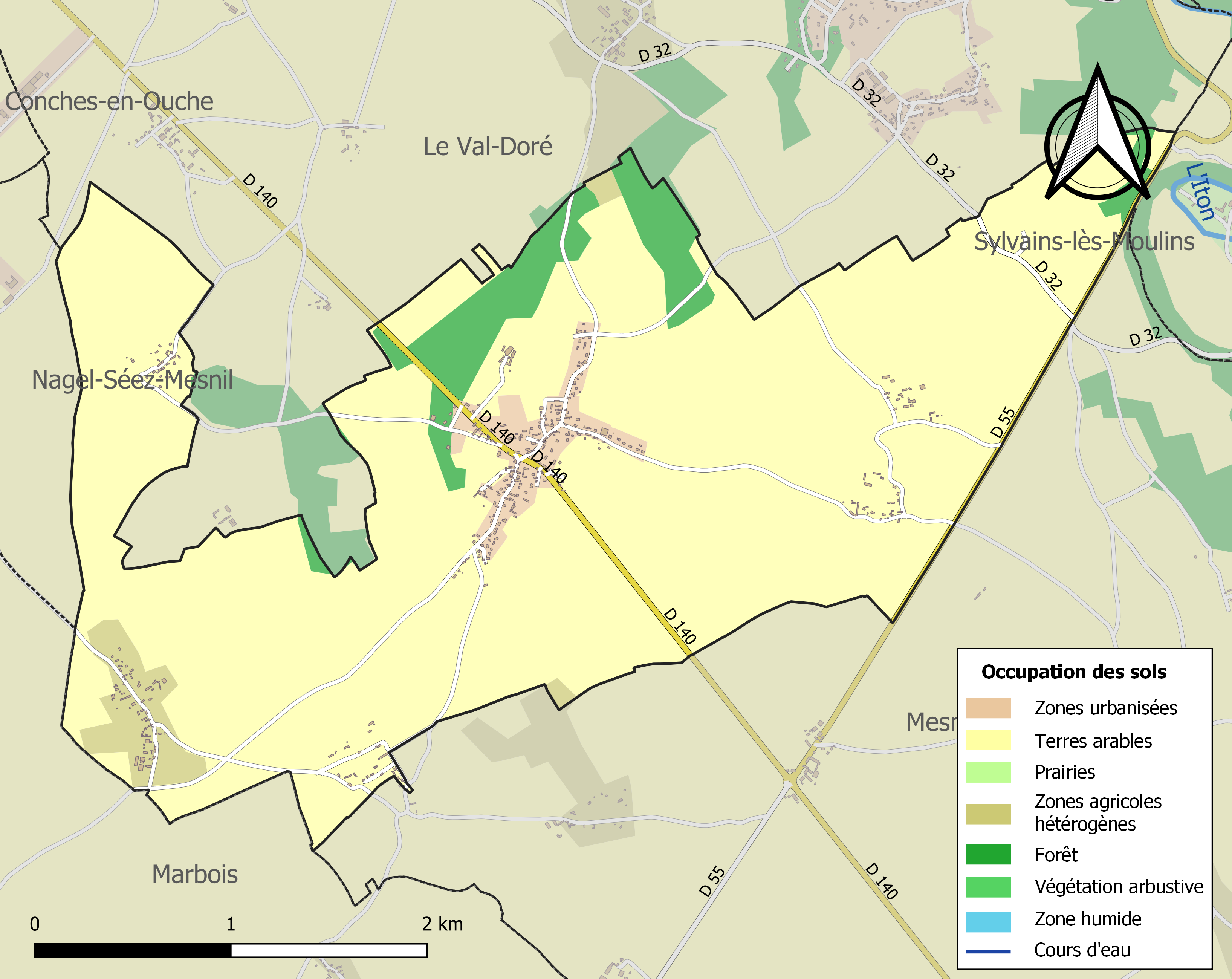
Carte des infrastructures et de l'occupation des sols de la commune en 2018 (CLC).

## Toponymie
Le nom de la localité est attesté sous les formes Novigentum en 1174, Nongentum en 1193, Nongent en 1204 (cartulaire de la Noë), Nogens le Sec en 1754 (Dict. des postes), Nojeon-le-sec au XIXe siècle.
Ce toponyme, comme la plupart des Nogent de France, est issu de l'élément gaulois novio- signifiant « nouveau », et le suffixe *-entum indiquant un village, un habitat ; soit « le nouveau village ».
« Le qualificatif le-Sec se justifie par l'absence de point d'eau dans ce village, situé à l'écart des vallées ».

## Histoire
- Liste des anciens seigneurs de Nogent-Le-Sec[21].

## Politique et administration
| Période                                  | Période | Identité      | Étiquette | Qualité   |
| ---------------------------------------- | ------- | ------------- | --------- | --------- |
| 1965                                     | 2008    | Lucien Cosner | DVG       |           |
| 2008                                     | 2020    | Maryse Hubert | PS        | Retraitée |
| Les données manquantes sont à compléter. |         |               |           |           |

## Démographie
L'évolution du nombre d'habitants est connue à travers les recensements de la population effectués dans la commune depuis 1793. Pour les communes de moins de 10 000 habitants, une enquête de recensement portant sur toute la population est réalisée tous les cinq ans, les populations de référence des années intermédiaires étant quant à elles estimées par interpolation ou extrapolation. Pour la commune, le premier recensement exhaustif entrant dans le cadre du nouveau dispositif a été réalisé en 2007.

En 2022, la commune comptait 429 habitants, en évolution de +2,39 % par rapport à 2016 (Eure : −0,25 %, France hors Mayotte : +2,11 %).
| 1793 | 1800 | 1806 | 1821 | 1831 | 1836 | 1841 | 1846 | 1851 |
| ---- | ---- | ---- | ---- | ---- | ---- | ---- | ---- | ---- |
| 446  | 422  | 407  | 417  | 387  | 362  | 404  | 392  | 390  |

| 1856 | 1861 | 1866 | 1872 | 1876 | 1881 | 1886 | 1891 | 1896 |
| ---- | ---- | ---- | ---- | ---- | ---- | ---- | ---- | ---- |
| 370  | 368  | 365  | 358  | 369  | 328  | 350  | 350  | 317  |

| 1901 | 1906 | 1911 | 1921 | 1926 | 1931 | 1936 | 1946 | 1954 |
| ---- | ---- | ---- | ---- | ---- | ---- | ---- | ---- | ---- |
| 300  | 294  | 276  | 259  | 242  | 245  | 232  | 307  | 284  |

| 1962 | 1968 | 1975 | 1982 | 1990 | 1999 | 2006 | 2007 | 2012 |
| ---- | ---- | ---- | ---- | ---- | ---- | ---- | ---- | ---- |
| 267  | 255  | 244  | 304  | 333  | 340  | 396  | 404  | 400  |

| 2017 | 2022 | - | - | - | - | - | - | - |
| ---- | ---- | - | - | - | - | - | - | - |
| 427  | 429  | - | - | - | - | - | - | - |

### Lieux et monuments
- Ancienne maison seigneuriale du village[25](propriété de la famille de Brétignières de 1737 à la Révolution).

- Église Saint-Hilaire de Nogent-le-Sec[26]: dépendait au XIIe siècle du prieuré de Chaise-Dieu-du-Theil.

### Personnalités liées à la commune
- Antoine Louis de Brétignières, comte de Nogent (Conches, Ste-Foy, 21/06/1752-Rouen, 31/07/1829), le dernier seigneur de Nogent-Le-Sec. Pendant la Révolution, il fut Commandant de la Garde Nationale de Conches[27], puis maire (élu) de Conches en 1794-95. Accusé, par la Convention nationale, d'avoir participé à un complot fédéraliste, il fut incarcéré dans la maison d'arrêt de Saint-Lazare à Paris et ne fut sauvé que grâce à une pétition de la Société populaire de Conches[28].

## Héraldique
| Blason de Nogent-le-Sec | Blason  | Parti de sinople à trois croissants d'or, et d'argent au serpent d'azur ondoyant en barre; le tout au chef de gueules chargé d'un léopard d'or, armé et lampassé d'azur. |
| Blason de Nogent-le-Sec | Détails | Le léopard d'or rappelle les armoiries de la Normandie. |

## Patrimoine naturel
La forêt d'Évreux (dont une partie se trouve comprise sur le territoire de la commune), est en zone naturelle d'intérêt écologique, faunistique et floristique.